# Encephalosphaera puberula
Encephalosphaera puberula là một loài thực vật có hoa trong họ Ô rô. Loài này được (Leonard) Wassh. mô tả khoa học đầu tiên năm 1999.